# Hódfarkú fügekaktusz
A hódfarkú fügekaktusz (Opuntia basilaris) az egyik legszebb télálló kaktusz. Különösen mutatós sötét, vulkáni kőzeteken: bazalton, andeziten.

## Előfordulása, származása
Előfordul Dél-Utahban, Nevadában, Nyugat-Arizonában és Délkelet-Kaliforniában, de leginkább a Mojave-sivatag legszárazabb részein találkozhatunk vele, ahol nemzetségének egyetlen más tagja sem bírja ki. Az itt élő példányok sűrűn bársonyosak, hajtásaik pedig sajátosan zömök, visszás-tojásdadok, sőt, szív alakúak; ezért is kapta a „hódfarkú kaktusz” nevet. Dél felé Mexikó Sonora tartományán túl sehol sem ismert, ami arra utal, hogy nem valamilyen déli csoport északi végtagja lehet, hanem egy északi maradványfaj, amely talán a Colorado sziklafalain menekült át a jégkorszakban, és úgy terjedt át a folyó völgyével határos sivatagra, hogy közben sűrűn, bársonyosan szőrös, besüllyedt csúcsú, száraz terméses formát öltött. Nedvesebb, kerti körülmények között ma is könnyen lekopaszodik, és fagytűrő képessége is jóval nagyobb, mint jelenlegi elterjedéséből várható lenne: olyan helyen, ahol már a -10 °C is ritka, a -18 °C-ot is könnyen elviseli. Kivételes szárazságtűrése annak köszönhető, hogy a CAM-fotoszintézis (az ún. varjúháj-metabolizmus) egy szélsőséges útját fejlesztette ki. Gázcserenyílásait csak eső után nyitja ki, az esőmentes periódus alatt pedig a kilélegzett szén-dioxidot köti meg újból és újból.
Őse talán az egykori észak-amerikai trópusi-szubtrópusi-mérsékelt égövi területek szikláin, edafikus félsivatagjaiban élő, alig tövises vagy tövis nélküli faj lehetett, és a jelenlegi élőhelyén, a jégkorszak után kialakult félsivatagokban "fiatalnak" tekinthető.

## Megjelenése
A földön elfekvő fügekaktuszok közé tartozik. Egy-egy hajtása 12–20 cm-es, valósággal kékesszürke, hamvas árnyalatú. Areolái sajátosan besüllyedtek, és vörösbarna horgasszőreinek egy része hamar kihull. Más részük megmarad, de érintésre tömegesen válik le és fúródik a bőrbe: a látszólag ártalmatlan növény meglehetősen hatásosan védekezik a száraz területek szomjazó állatvilága ellen.
Élénk rózsaszín, 6 cm átmérőjű virágai tavasszal nyílnak. Termése piros, száraz.

## Változatok
- var. longiareolata (Clover et Jotter) L. Bens fennmaradt ősi alak lehet; a Grand Canyonban él. Hajtásai 10–12 cm hosszúak, 5 cm szélesek, areolái megnyúltak, fehéren gyapjasak.
- var. cordata Fobe sivatagi forma, mélyen besüllyedt csúccsal, szív alakú hajtással.
- var. humistrata (Griff.) Marshall a San Bernardino hegységben él. Hajtásai feltűnően megnyúltak, 10–18 cm hosszúak, csúcsuk felé szélesednek.
- var. ramosa Parish. kopasz, sűrűn sarjadó forma. Ugyancsak a San Bernardino hegységben él, ahol eléri az 1 m magasságot is.
- var. whitneyana (Baxt.) Marsh gyepeket alkot a Sierra Nevadában. Hajtásai hengeresek, alig lapítottak. 40 cm-esre nő meg.
- var. albifora, ill. var. alba alacsony, felálló gyepek kis, 3–4 cm-es hajtásokkal és fehér virágukkal.
- var. brachyclada (Griff.) Marsh. egyes szerzők szerint önálló faj. A San Gabriel és a San Bernardino hegységben él. Hajtásai rövidek, csaknem hengeresek, 3–4 cm hosszúak.

A fajnak élőhelyi hibridjei ismertek az O. polyacantha var. rufispina és az O. erinacea var. utahensis változatokkal.

## Galéria

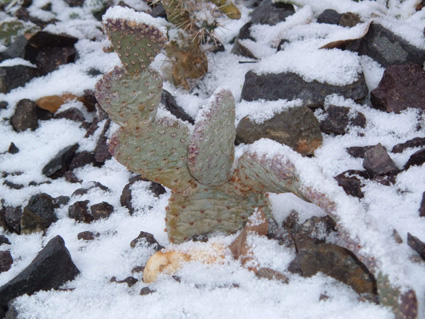
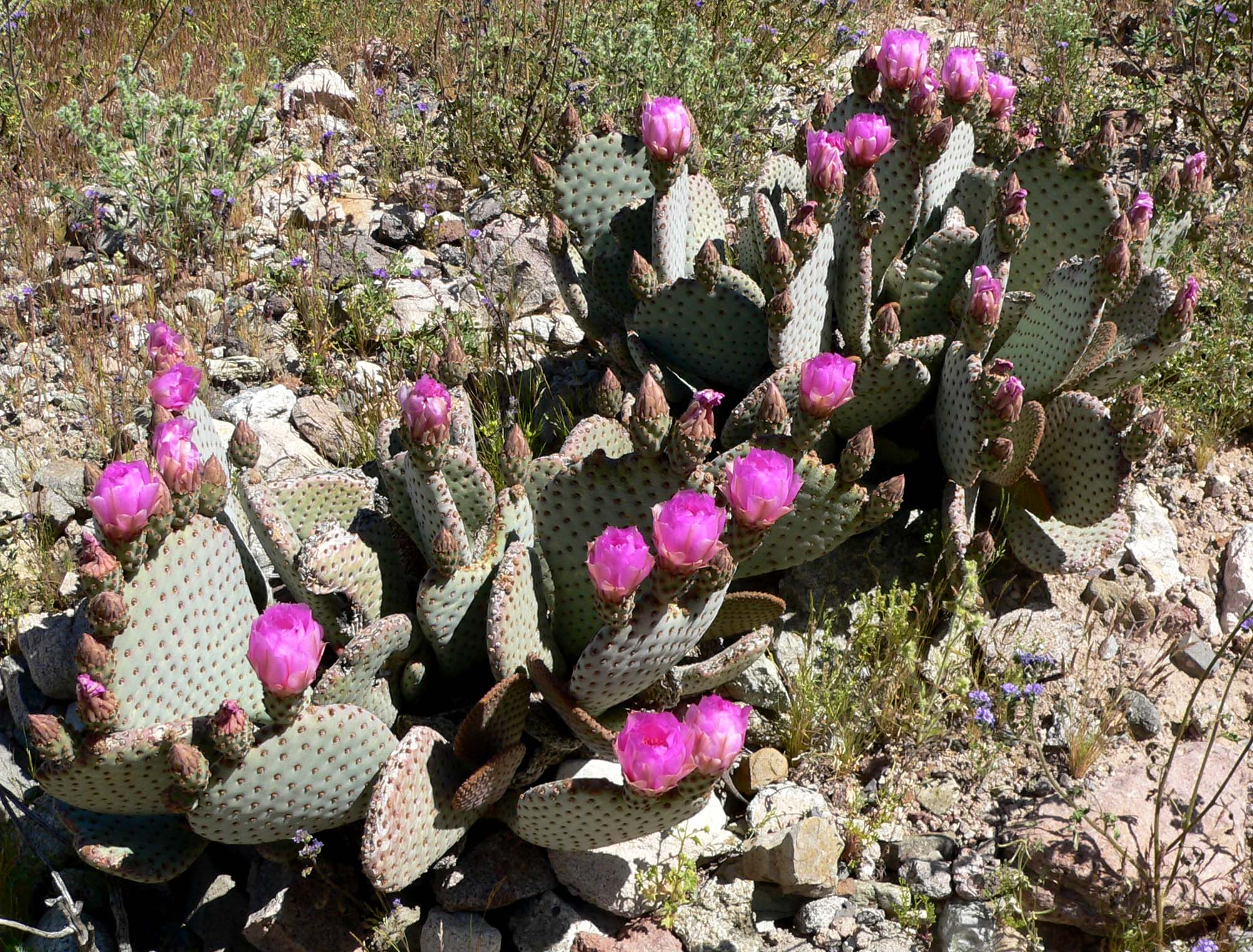